# Mitja Gasparini
Mitja Gasparini (Isola, 26 giugno 1984) è un pallavolista sloveno, opposto nel Kamnik.

## Carriera
La carriera da professionista di Mitja Gasparini inizia nella stagione 2005-06 tra le file del Odbojkarski Klub ACH Volley di Bled, dove resta per quattro annate consecutive, vincendo quattro titoli nazionali consecutivi, tre Coppe di Slovenia, due Middle European League e una Top Teams Cup nell'edizione 2006-07; nel 2005 inoltre esordisce nella nazionale slovena.
Nella stagione 2009-10 passa al club greco dell'Īraklīs Salonicco, mentre in quella successiva è al Klub Sportowy Jastrzębski Węgiel, società militante nel massimo campionato polacco; con la nazionale slovena vince la medaglia di bronzo all'European League 2011.
Per il campionato 2011-12 gioca per il BluVolley Verona, nella Serie A1 italiana, ingaggiato poi, per la stagione 2012-13, dai sudcoreani degli Hyundai Skywalkers; nell'annata 2013-14 torna nuovamente a vestire la maglia della società di Verona, dove gioca per due campionati; nel 2015 con la nazionale vince la medaglia d'oro all'European League e quella d'argento al campionato europeo.
Nella stagione 2015-16 si trasferisce in Francia vestendo la maglia del Paris Volley, in Ligue A, aggiudicandosi lo scudetto, mentre nella stagione seguente è nuovamente in Corea del Sud, questa volta coi Korean Air Jumbos, sempre in V-League; con la nazionale, nel 2019, vince la medaglia d'oro alla Volleyball Challenger Cup e quella d'argento al campionato europeo.
Per l'annata 2019-20 è impegnato nel massimo campionato giapponese, ingaggiato dai WolfDogs Nagoya. Nella stagione successiva ritorna dopo 11 anni nel campionato sloveno, giocando per il Kamnik.

## Palmarès

### Club
- Campionato sloveno: 4

2005-06, 2006-07, 2007-08, 2008-09
- Coppa di Slovenia: 3

2006-07, 2007-08, 2008-09
- Campionato francese: 1

2015-16
- Top Teams Cup: 1

2006-07
- Middle European League: 2

2006-07, 2007-08

### Nazionale (competizioni minori)
- European League 2011
- European League 2015
- Volleyball Challenger Cup 2019

### Premi individuali
- 2014 - Serie A1: Miglior servizio[1]
- 2015 - Superlega: Miglior servizio[1]